# Dasybasis opaca
Dasybasis opaca är en tvåvingeart som först beskrevs av Juan Brèthes 1910.  Dasybasis opaca ingår i släktet Dasybasis och familjen bromsar. Inga underarter finns listade i Catalogue of Life.